# バルトロメオ・ヴェネト
バロトロメオ・ヴェネト（Bartolomeo Veneto（Venetiano）、生年未証）はイタリア、ヴェネツィア派の肖像画家。ヴェネツィア、ヴェネト州、ロンバルディア州にて16世紀初頭に活動した画家である。その出身から、バルトロメオ・ヴェネツィアーノ、バルトロメオ・ベネトとも呼ばれる。生年は不明だが、1502年から没年の1531年まで活動していたことが明らかとなっている 。

## 概要
彼の研究は当時の資料が極めて少なく、その大部分が彼の作品に乗っている署名や日付、インスクリプションなどそこに記されたものに限る。

## 生涯
ヴェネツィア人とクレモナ人の両親の間に生まれたと考えられている。1510年の『聖母子像』に残された銘によると彼はジェンティーレ・ベリーニの弟子であるとしている。1505年、もしくは1508年といわれるフェラーラのエステ城にて画家を務めた。

## 代表作

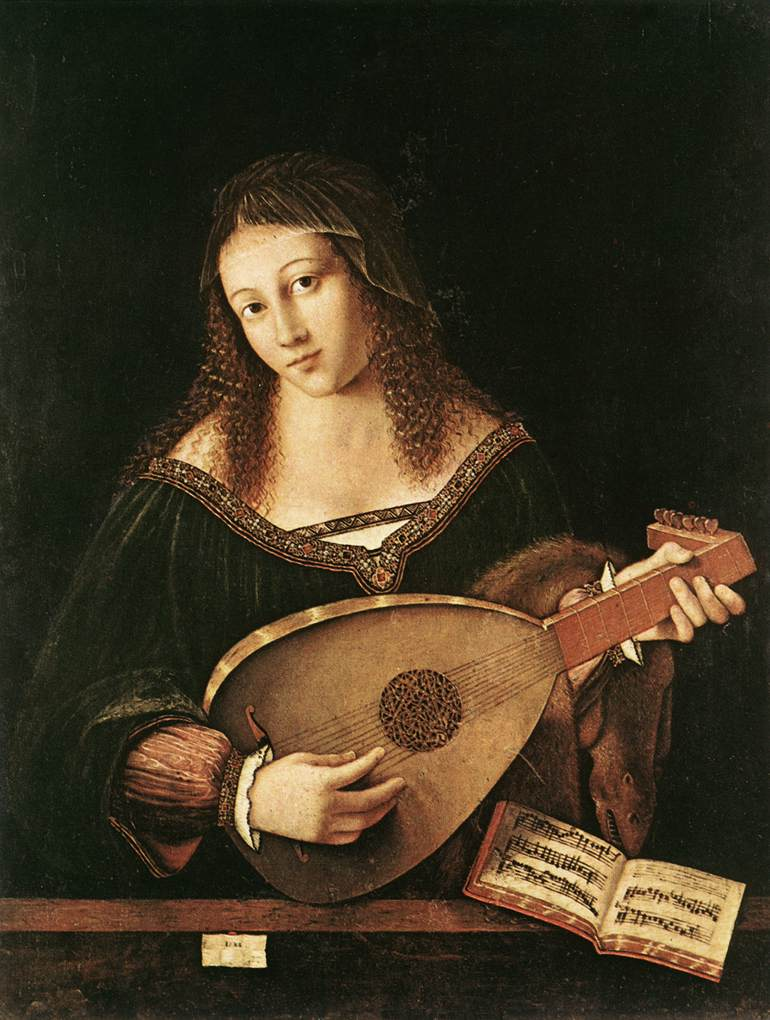
『リュートを弾く女』 1512 イザベラ・スチュワート・ガードナー美術館所蔵
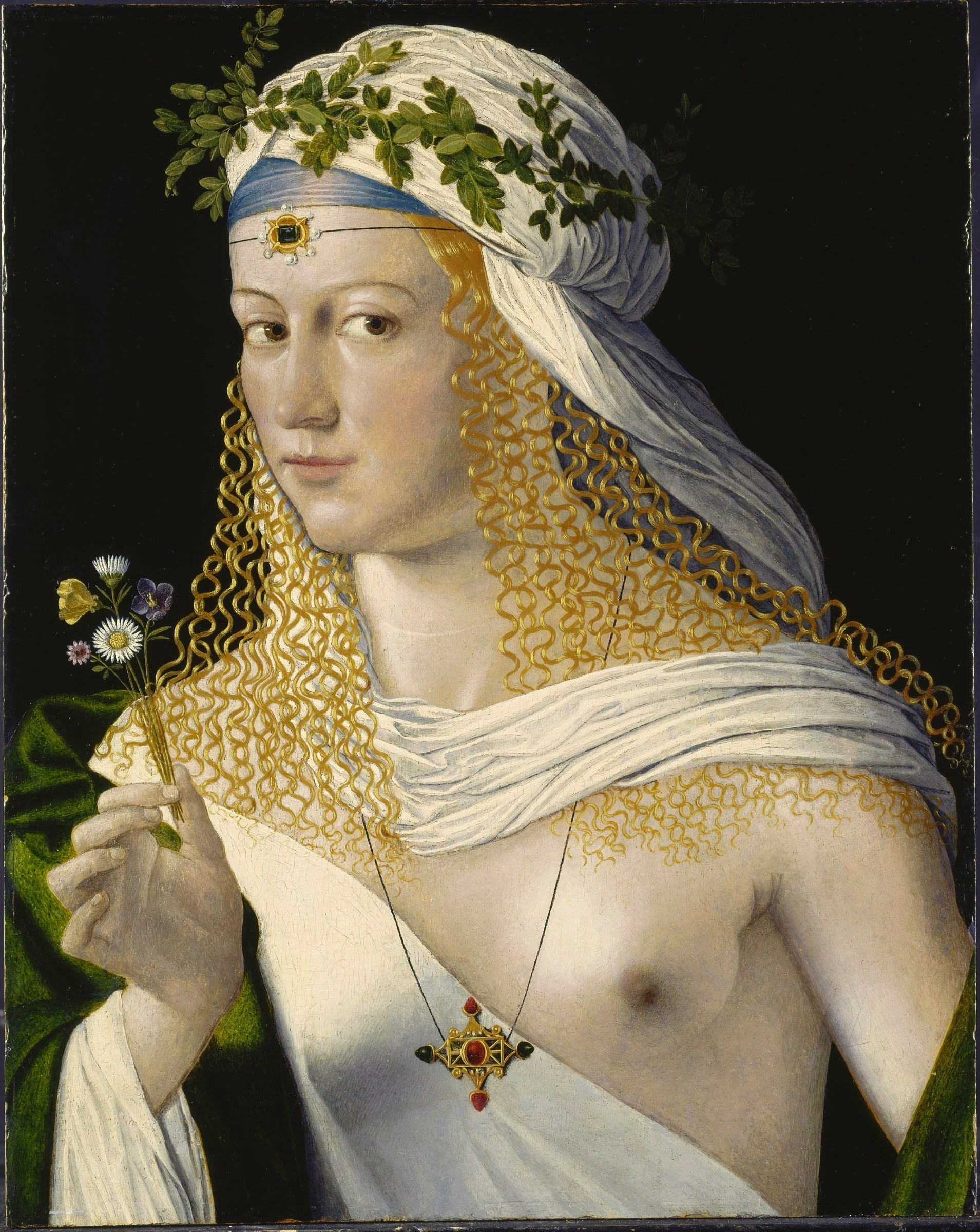
『フローラ』あるいは『女性理想像』 1520-25 シュテーデル美術館所蔵
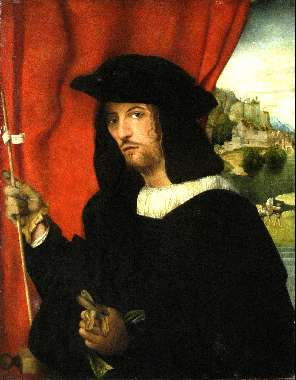
杖と手袋を持つ男の肖像
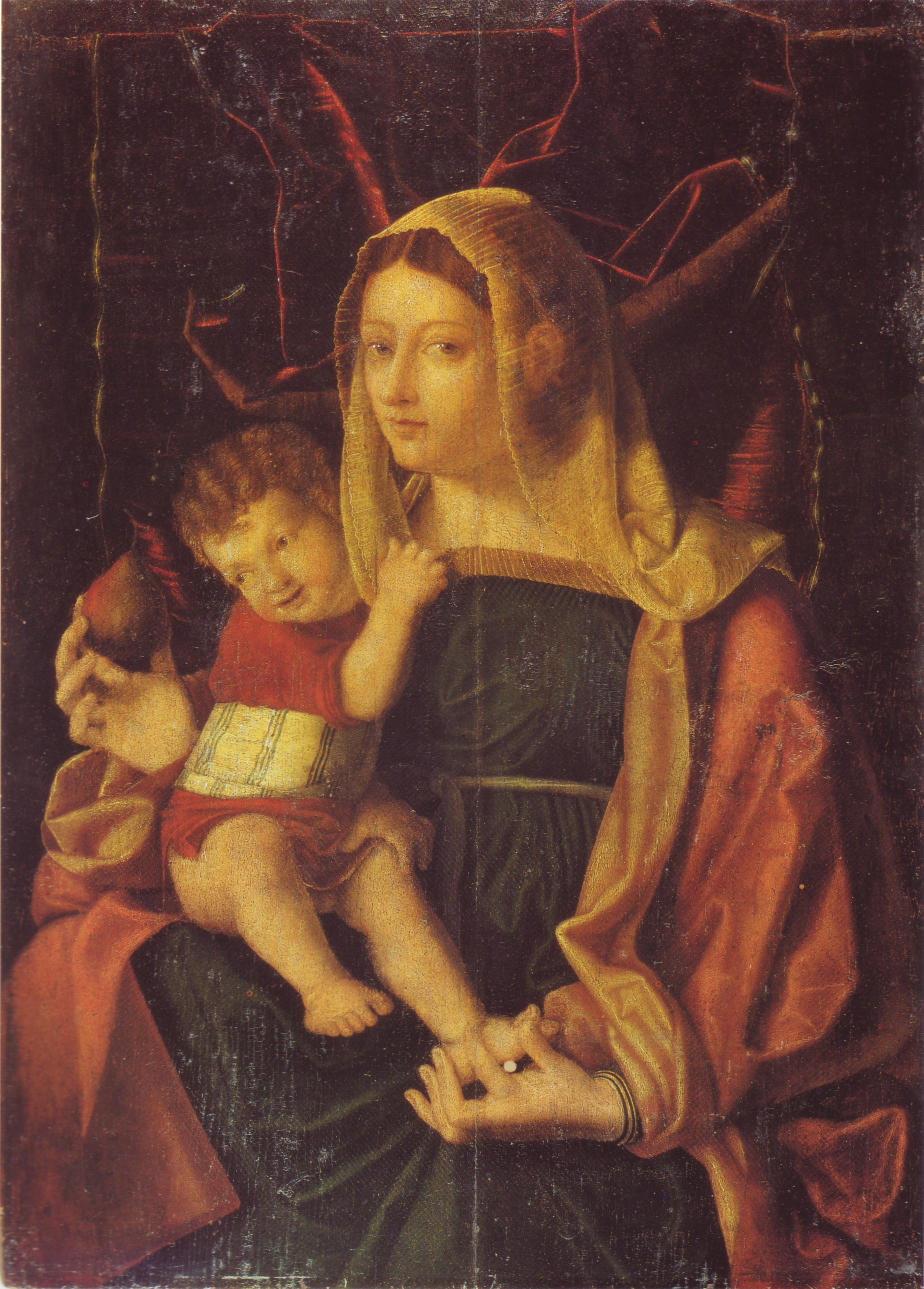
梨を持つ聖母